# Leopold Fitzinger
Leopold Fitzinger teljes nevén Leopold Joseph Franz Johann Fitzinger korabeli magyaros nevén Fitzinger Leopold (Bécs, 1802. április 13. – Bécs, 1884. szeptember 20.) osztrák zoológus. Nagy természetbarát és a botanika elkötelezett híve volt. Ő volt a Fővárosi Állat- és Növénykert alapítója. Zoológiai szakmunkákban nevének rövidítése: „Fitzinger”.

## Élete
Szülővárosában végezte el a Bécsi Egyetemet, ahol Nikolaus Joseph von Jacquin volt a tanára. Az egyetem befejezését követően 1817 és 1861 között a Bécsi Természettudományi Múzeum tisztviselője, majd később a Müncheni Állatkert igazgatója lett.
Ő alapította meg 1865-ben az első Budapesti Állatkertet. Az építési munkálatok befejezésére az 1866-os évben került sor, és az állatállomány nagyobbik részét is az ő irányítása mellett szerezték be.
A közvélemény azonban nem szívesen látta az Állatkert élén, mert idegennek számított Budapesten. A tisztséget emiatt csak rövid ideig látta el, mert a nyitás előtt lemondott és utódaként Xántus Jánost nevezték ki igazgatónak.

## Zoológiai munkássága
Zoológiai munkája során főképpen a gerinceseket tanulmányozta s ezekről számos dolgozata és önálló műve jelent meg. 1826-ban tette közzé a Neue Classification der Reptilien (A hüllők új osztályozása) címűt, melyben felhasználta Friedrich Wilhelm Hemprich és Heinrich Boie korábbi munkáit is.
Számos gyűjtőútja után 1832-ben megírta a "Verzeichnis der im Erzherzogthum Österreich vorkommenden Säugethiere, Reptilien und Fische" munkáját, mely az Ausztriában előforduló emlősök, hüllők és halak listáját tartalmazza. 1843-ban megjelent Systema Reptilium műve, melyben a gekkók, a kaméleonok és a leguánok osztályozásával foglalkozott.

## Bibliográfia (német nyelven)
- Fitzinger L. 1826. Neue Classification der Reptilien nach ihren natürlichen Verwandtschaften. Nebst einer Verwandtschaftstafel und einem Verzeichnisse der Reptilien-Sammlung des k. k. zoologischen Museums zu Wien. J. G. Heubner Vienna.
- Fitzinger L. 1832. Über die Ausarbeitung einer Fauna des Erzherzogthumes Österreich, nebst einer systematischen Aufzählung der in diesem Lande vorkommenden Säugethiere, Reptilien und Fische, als Prodrom einer Fauna derselben. Beitr. Landesk. Österreichs unter der Enns, 1:280–340.
- Fitzinger L. 1835. Entwurf einer systematischen Anordnung der Schildkröten nach den Grundsätzen der natürlichen Methode. Ann. Wien Mus. Naturgesch., 1(1):105.
- Fitzinger L. 1843. Systema Reptilium, fasciculus primus, Amblyglossae. Braumüller et Seidel, Wien: 106 pp.
- Fitzinger L. 1850. Über den Proteus anguinus der Autoren. Sitzungsber. K Akad. Wiss., Math.-Naturwiss. Cl., October 1850:201.
- Fitzinger L. 1861. Die Ausbeute der österreichischen Naturforscher an Säugethieren und Reptilien während der Weltumseglung Sr. Maj. Fregatte «Novara.» Sitzungsber. Akad. Wiss., Vienna, 42:383–416.

### Fordítás
- Ez a szócikk részben vagy egészben  a   Leopold Fitzinger című angol Wikipédia-szócikk ezen változatának fordításán alapul.  Az eredeti cikk szerkesztőit annak laptörténete sorolja fel. Ez a jelzés csupán a megfogalmazás eredetét és a szerzői jogokat jelzi, nem szolgál a cikkben szereplő információk forrásmegjelöléseként.